# Asceua
Asceua (лат.) — род пауков из семейства пауков-муравьедов (Zodariidae). Насчитывает более 40 видов. Распространены в тропиках Старого Света.

## Описание
Пауки мелких размеров (2,5—4,5 мм). Представители рода Asceua узнаваемы по узкому цимбиуму (самец) и поверхностно замысловато закрученным протокам в эпигине (самка). Дополнительными признаками являются их небольшой размер и отсутствие шипов (за исключением одного или двух спинных на бёдрах). Пауки с относительно высоким, овальным карапаксом, без цервикальных бороздок, наиболее широким на уровне coxae II; суженным спереди до 0,65 максимальной ширины у самцов и примерно до 0,75 максимальной ширины карапакса у самок. Наивысшая точка в профиль между PME и фовеа. Тегумент гладкий или мелкогранулированный. Карапакс, хелицеры и стернум оранжевые до тёмно-коричневых; ноги в основном жёлтые до коричневых с тёмными полосами, бёдра обычно с бледным основанием. Брюшко тёмно-серое с бледными дорсальными пятнами; брюшко бледное или серое.

## Классификация
Более 40 видов. Род был впервые описан в 1887 году шведским арахнологом Тамерланом Тореллем с типовым видом Asceua elegans Thorell.
- Asceua adunca B. S. Zhang & F. Zhang, 2018 — Лаос
- Asceua amabilis Thorell, 1897 — Мьянма
- Asceua anding Zhang, Zhang & Jia, 2012 — Китай
- Asceua arborivaga Jocqué & Henrard, 2024 — Гвинея
- Asceua bifurca B. S. Zhang & F. Zhang, 2018 — Борнео
- Asceua calciformis (Li, Liu & Peng, 2022) — Китай
- Asceua chayu Wang, Mu, Lu, Xu & Zhang, 2024 — Китай
- Asceua cingulata (Simon, 1905) — Индия
- Asceua curva B. S. Zhang & F. Zhang, 2018 — Борнео
- Asceua daoxian Yin, 2012 — Китай
- Asceua dawai Wang, Mu, Lu, Xu & Zhang, 2024 — Китай
- Asceua digitata (Li, Liu & Peng, 2022) — Китай
- Asceua dispar (Kulczyński, 1911) — Ява
- Asceua elegans Thorell, 1887 — Myanmar
- Asceua expugnatrix Jocqué, 1995 — Австралия
- Asceua foordi Jocqué & Henrard, 2024 — Гвинея, ДР Конго, Южная Африка
- Asceua forcipiformis (Li, Liu & Peng, 2022) — Китай
- Asceua gruezoi Barrion & Litsinger, 1992 — Филиппины
- Asceua haocongi Lin & Li, 2023 — Китай (Hainan)
- Asceua heliophila (Simon, 1893) — Филиппины
- Asceua incensa Jocqué & Henrard, 2024 — ДР Конго
- Asceua japonica (Bösenberg & Strand, 1906) — Япония
- Asceua jianfeng Song & Kim, 1997 — Китай
- Asceua kunming Song & Kim, 1997 — Китай
- Asceua lejeunei Jocqué, 1991 — Китай
- Asceua longji Barrion-Dupo, Barrion & Heong, 2013 — Китай
- Asceua luki Jocqué & Henrard, 2024 —ДР Конго
- Asceua maculosa Logunov, 2010 — Вьетнам
- Asceua menglun Song & Kim, 1997 — Китай
- Asceua palustris Jocqué & Henrard, 2024 — ДР Конго
- Asceua piperata Ono, 2004 — Лаос, Вьетнам
- Asceua quadrimaculata Zhang, Zhang & Jia, 2012 — Китай
- Asceua quinquestrigata (Simon, 1905) — Ява
- Asceua radiosa Jocqué, 1986 — Comoros, Mayotte
- Asceua septemmaculata (Simon, 1893) — Камбоджа
- Asceua shuangreni Lin & Li, 2023 — Вьетнам
- Asceua similis Song & Kim, 1997 — Китай
- Asceua tertia Asima, Sankaran & Prasad, 2024 — Индия
- Asceua thrippalurensis Sankaran, 2023 — Индия
- Asceua torquata (Simon, 1909) — Вьетнам, Китай, Лаос
- Asceua trimaculata B. S. Zhang & F. Zhang, 2018 — Малайзия
- Asceua ventrofigurata Jocqué & Henrard, 2024 — Танзания[4]
- Asceua wallacei Bosmans & Hillyard, 1990 — Сулавеси
- Asceua zijin Lin & Li, 2023 — Китай
- Asceua zodarionina (Simon, 1907) — Гвинея-Бисау